# Марьяновка (Татарстан)
Марьяновка (тат. Марьяновка) — посёлок в Лениногорском районе Республики Татарстан России. Входит в состав Ивановского сельского поселения.

## География
Посёлок находится в юго-восточной части Татарстана, в лесостепной зоне, к северу от автодороги 16К-1116, на расстоянии примерно 8 километров (по прямой) к юго-востоку от города Лениногорска, административного центра района. Абсолютная высота — 317 метров над уровнем моря.

### Климат
Климат характеризуются как умеренно континентальный, с холодной продолжительной зимой и коротким жарким летом. Среднегодовая температура воздуха составляет 3,2 °С. Средняя температура воздуха самого холодного месяца (января) — −17,7 °C (абсолютный минимум — −49 °C); самого тёплого месяца (июля) — 24,3 °C (абсолютный максимум — 39 °C). Безморозный период длится около 144 дней. Среднегодовое количество атмосферных осадков составляет 528 мм, из которых около 391 мм выпадает в период с апреля по октябрь. Снежный покров держится в течение 155—165 дней.

### Часовой пояс
Посёлок Марьяновка, как и весь Татарстан, находится в часовой зоне МСК (московское время). Смещение применяемого времени относительно UTC составляет +3:00.

## Население
| 2012 |
| ---- |
| 8    |

### Национальный состав
Согласно результатам переписи 2002 года, в национальной структуре населения русские составляли 58 % из 12 чел.